# Жосслен Уанна
Жосслен Уанна (фр. Josselin Ouanna; нар. 14 квітня 1986) — колишній французький тенісист.
Найвищу одиночну позицію світового рейтингу — 88 місце досяг 5 жовтня 2009, парну — 220 місце — 7 січня 2008 року.
Найвищим досягненням на турнірах Великого шолома було 3 коло в одиночному розряді.
Завершив кар'єру 2015 року.

## Фінали ATP Челленджер і ITF Ф'ючерс

### Одиночний розряд: 19 (9–10)
| Легенда (одиночний розряд) |
| -------------------------- |
| Тур ATP Челленджер (4–1)   |
| Тур ITF Ф'ючерс (5–9)      |

| Титули за покриттям |
| ------------------- |
| Тверде (6–6)        |
| Ґрунт (1–4)         |
| Трава (0–0)         |
| Килим (2–0)         |

| Результат | W–L  | Дата     | Турнір                        | Рівень     | Покриття | Суперник             | Рахунок            |
| --------- | ---- | -------- | ----------------------------- | ---------- | -------- | -------------------- | ------------------ |
| Поразка   | 0–1  | Тра 2003 | Мірамар, Португалія 1         | Сателіти   | Ґрунт    | Ян Мінарж            | 3–6, 7–5, 2–6      |
| Поразка   | 0–2  | Тра 2003 | Ешпіню, Португалія 1          | Сателіти   | Ґрунт    | Тімо Ніємінен        | 3–6, 2–6           |
| Поразка   | 0–3  | Лип 2004 | Бург-ан-Бресс, Франція F10    | Ф'ючерс    | Ґрунт    | Бертран Контзлер     | 5–7, 1–6           |
| Поразка   | 0–4  | Сер 2004 | Щецин, Польща F5              | Ф'ючерс    | Ґрунт    | Хав'єр Гарсія-Сінтес | 2–6, 2–6           |
| Перемога  | 1–4  | Вер 2004 | Баньєр-де-Бігорр, Франція F13 | Ф'ючерс    | Тверде   | Родольф Кадар        | 7–5, 7–6(7–4)      |
| Поразка   | 1–5  | Жов 2004 | Форбак, Франція F16           | Ф'ючерс    | Тверде   | Кевін Соренсен       | 3–6, 4–6           |
| Перемога  | 2–5  | Вер 2007 | Форбак, Франція F15           | Ф'ючерс    | Килим    | Дастін Браун         | 7–5, 7–6(7–4)      |
| Перемога  | 3–5  | Жов 2007 | Сен-Дізьє, Франція F17        | Ф'ючерс    | Тверде   | Павел Шнобел         | 6–3, 7–6(7–4)      |
| Перемога  | 4–5  | Жов 2008 | Ренн, Франція                 | Челленджер | Килим    | Адріан Маннаріно     | 6–2, 6–3           |
| Перемога  | 5–5  | Кві 2009 | Сен-Бріє, Франція             | Челленджер | Ґрунт    | Адріан Маннаріно     | 7–5, 1–6, 6–4      |
| Поразка   | 5–6  | Сер 2011 | Пйомбіно, Італія F24          | Ф'ючерс    | Тверде   | Лука Ванні           | 3–6, 2–6           |
| Поразка   | 5–7  | Вер 2011 | Мюлуз, Франція F14            | Ф'ючерс    | Тверде   | П'єр-Юг Ербер        | 4–6, 4–6           |
| Перемога  | 6–7  | Бер 2012 | Шербур, Франція               | Челленджер | Тверде   | Максім Тексера       | 6–3, 6–2           |
| Перемога  | 7–7  | Бер 2012 | Пуатьє, Франція F13           | Ф'ючерс    | Тверде   | Кенні де Схеппер     | 7–6(7–2), 7–6(7–2) |
| Поразка   | 7–8  | Лип 2012 | Ухань, КНР                    | Челленджер | Тверде   | Аляж Бедене          | 3–6, 6–4, 3–6      |
| Перемога  | 8–8  | Вер 2012 | Сен-Ремі-де-Прованс, Франція  | Челленджер | Тверде   | Флавіо Чіполла       | 6–4, 7–5           |
| Перемога  | 9–8  | Січ 2014 | Брессюїр, Франція F2          | Ф'ючерс    | Тверде   | Грегуар Бюрк'єр      | 7–6(7–4), 1–6, 6–4 |
| Поразка   | 9–9  | Лют 2014 | Фешероль, Франція F3          | Ф'ючерс    | Тверде   | Максім Отом          | 6–7(5–7), 5–7      |
| Поразка   | 9–10 | Вер 2014 | Плезір, Франція F19           | Ф'ючерс    | Тверде   | Нільс Десайн         | 1–6, 6–7(4–7)      |

### Парний розряд: 13 (7–6)
| Легенда (одиночний розряд) |
| -------------------------- |
| Тур ATP Челленджер (1–1)   |
| Тур ITF Ф'ючерс (6–5)      |

| Титули за покриттям |
| ------------------- |
| Тверде (5–4)        |
| Ґрунт (2–2)         |
| Трава (0–0)         |
| Килим (0–0)         |

| Результат | W–L | Дата     | Турнір                       | Рівень     | Покриття | Партнер              | Суперники                                        | Рахунок                |
| --------- | --- | -------- | ---------------------------- | ---------- | -------- | -------------------- | ------------------------------------------------ | ---------------------- |
| Перемога  | 1–0 | Сер 2003 | Нашиці, Хорватія F3          | Ф'ючерс    | Ґрунт    | Андреас Бек          | Іван Церович Альберт Лонкарич                    | 6–4, 7–5               |
| Поразка   | 1–1 | Лис 2003 | Гран-Канарія, Іспанія F27    | Ф'ючерс    | Ґрунт    | Гаель Монфіс         | Еміліо Бенфеле Альварес Херман Пуентес-Алькані   | 3–6, 4–6               |
| Поразка   | 1–2 | Кві 2004 | Грасс, Франція F7            | Ф'ючерс    | Ґрунт    | Гаель Монфіс         | Жиль Сімон Жо-Вілфрід Тсонга                     | 5–7, 2–6               |
| Поразка   | 1–3 | Вер 2004 | Мюлуз, Франція F14           | Ф'ючерс    | Тверде   | Александре Сідоренко | Джонатан Маррей Девід Шервуд                     | 2–6, 1–6               |
| Перемога  | 2–3 | Січ 2005 | Фешероль, Франція F2         | Ф'ючерс    | Тверде   | Жан-Мішель Пекері    | Патріс Атіас Жонатан Їлер                        | 7–6(7–1), 6–3          |
| Перемога  | 3–3 | Лют 2007 | Фешероль, Франція F2         | Ф'ючерс    | Тверде   | Адріан Маннаріно     | Людвіг Пельрен Едуар Роже-Васслен                | 6–4, 7–5               |
| Перемога  | 4–3 | Лют 2007 | Брессюїр, Франція F3         | Ф'ючерс    | Тверде   | Адріан Маннаріно     | Айсам Куреші Александер Ренар                    | 6–7(5–7), 6–3, 7–5     |
| Перемога  | 5–3 | Чер 2007 | Блуа, Франція F8             | Ф'ючерс    | Ґрунт    | Адріан Маннаріно     | Давід Марреро Сантана Даніель Муньйос де ла Нава | 6–2, 6–1               |
| Перемога  | 6–3 | Жов 2007 | Невер, Франція F16           | Ф'ючерс    | Тверде   | Джером Інзерільйо    | Рафаел Дюрек Давід Олейнічак                     | 1–6, 7–6(7–4), [12–10] |
| Поразка   | 6–4 | Бер 2008 | Пуатьє, Франція F5           | Ф'ючерс    | Тверде   | Джером Інзерільйо    | Рубен Бемельманс Стефан Ваутерс                  | 5–7, 4–6               |
| Поразка   | 6–5 | Вер 2013 | Сен-Ремі-де-Прованс, Франція | Челленджер | Тверде   | Марк Жікель          | П'єр-Юг Ербер Альбано Оліветті                   | 3–6, 7–6(7–5), [13–15] |
| Перемога  | 7–5 | Чер 2014 | Тяньцзінь, КНР               | Челленджер | Тверде   | Робін Керн           | Джейсон Янґ Еван Кінґ                            | 6–7(3–7), 7–5, [10–8]  |
| Поразка   | 7–6 | Гру 2014 | Ломе, Того F2                | Ф'ючерс    | Тверде   | Комлаві Логло        | Девід О'Гір Джо Солсбері                         | 6–7(5–7), 4–6          |

## Досягнення в одиночних змаганнях
| W | Ф | ПФ | ЧФ | #Р | КТ | К# | DNQ | A | NH |

| Турнір                                 | 2005 | 2006 | 2007 | 2008 | 2009 | 2010 | 2011 | 2012 | 2013 | SR    | W–L | % виграшів |
| -------------------------------------- | ---- | ---- | ---- | ---- | ---- | ---- | ---- | ---- | ---- | ----- | --- | ---------- |
| Відкритий чемпіонат Австралії з тенісу |      |      |      | К3р  | К2р  | К2р  | К3р  |      | 1р   | 0 / 1 | 0–1 | 0%         |
| Відкритий чемпіонат Франції з тенісу   | К1р  | К1р  | К1р  | 1р   | 3р   | 2р   | К1р  | К3р  | К1р  | 0 / 3 | 3–3 | 50%        |
| Вімблдонський турнір                   |      |      |      | К1р  |      | К2р  | К1р  | К1р  | К2р  | 0 / 0 | 0–0 | –          |
| Відкритий чемпіонат США з тенісу       |      |      |      | К1р  | 2р   | К2р  |      | К3р  | К1р  | 0 / 1 | 1–1 | 50%        |
| В-П                                    | 0–0  | 0–0  | 0–0  | 0–1  | 3–2  | 1–1  | 0–0  | 0–0  | 0–1  | 0 / 5 | 4–5 | 44%        |

## Юніорські фінали турнірів Великого шолома

### Юнаки, одиночний розряд: 1 (1 поразка)
| Результат | Рік  | Турнір                                 | Покриття | Суперник     | Рахунок  |
| --------- | ---- | -------------------------------------- | -------- | ------------ | -------- |
| Поразка   | 2004 | Відкритий чемпіонат Австралії з тенісу | Тверде   | Гаель Монфіс | 0–6, 3–6 |